# 戴維·瓊斯
戴維·瓊斯（英語：Davy Jones，又名深海閻王）是《神鬼奇航系列電影》中的虛構人物，也是該系列的主要反派角色之一，由比爾·奈伊飾演。該角色改編自海事民間傳說戴維·瓊斯的箱子。
戴維·瓊斯最初於《神鬼奇航：鬼盜船魔咒》（2003年）被提及，其後於續集《神鬼奇航2：加勒比海盜》（2006年）和《神鬼奇航3：世界的盡頭》（2007年）以主要反派登場。戴維·瓊斯是幽冥飛船的船長，七海的黑暗領主，也是傑克·史派羅和威爾·杜納的宿敵。劇情中瓊斯被傑克刺穿心臟後墜入漩渦而亡，但在《加勒比海盜 神鬼奇航：死無對證》（2017年）結尾出現疑似瓊斯的身影，意味著瓊斯並沒有死亡。

## 角色生平
戴維·瓊斯曾是一個正常人類海盜，被稱為偉大的水手，在遇到海洋女神卡呂普索之前本是像傑克·史派羅一樣的英雄。戴維·瓊斯愛上了卡呂普索後，被她委託將死在海上的亡靈引渡到陰間的任務，並給了幽冥飛船來完成任務，但代價是每十年才能靠岸。卡呂普索發誓，十年後會與深海閻王會面。然而，當瓊斯十年後回到岸上時，卡呂普索卻沒有出現。
儘管瓊斯認為卡呂普索背叛了自己，但他仍然深愛著她，他對自己的所作所為感到絕望和內疚，把自己的心臟取出，連同寫給卡呂普索的無數情書以及與她有關的物品放進木箱「聚魂棺」中，除了他的音樂盒，然後將聚魂棺埋在克魯塞斯島上，而自己帶著聚魂棺的鑰匙。隨著卡呂普索消失，瓊斯放棄引渡亡靈的職務，回到七海。
由於瓊斯擅離職守，他與幽冥飛船的全部船員都受到詛咒，成為半人半章魚、龍蝦等海洋生物的永生不死怪物，瓊斯的性格也變得兇殘。瓊斯收集垂死的水手的靈魂在幽冥飛船上服役100年，並召喚了傳說中的巨型海怪克拉肯。

## 外部連結
- 戴維·瓊斯在IMDb上的資料